# Меллис, Джейкоб
Дже́йкоб Алекса́ндр Ме́ллис (англ. Jacob Alexander Mellis; 8 января 1991, Ноттингеме, Англия) — английский футболист, полузащитник.

## Клубная карьера
Меллис родился в Ноттингеме и начал свою футбольную карьеру в академии «Шеффилд Юнайтед», до прихода в «Челси» в июне 2007 года. Он был в составе академической команды «Челси», которая вышла в финал Молодёжного кубка Англии в 2008 году, но был удален на 90-й минуте второго этапа, где «Челси» проиграл со счётом 4:2 по сумме двух матчей «Манчестер Сити». В сезоне 2008/09, он стал регулярно выходить в составе резервной команды Челси и провел 13 матчей, забив 3 гола.
14 августа 2009 года он ушёл в «Саутгемптон» на правах аренды до января 2010 года. За «святых» он дебютировал на следующий день, в качестве замены. «Саутгемптон» потерпел поражение со счётом 3:1 от «Хаддерсфилд Таун».
31 января 2011 года Меллис ушёл в аренду в «Барнсли» до 8 мая 2011 года.
Он дебютировал в основной команде «Челси» против «Жилины» 23 ноября 2010 года выйдя на замену в матче группового этапа Лиги чемпионов УЕФА вместо Джоша Макэкрана.
В марте 2012 года «Челси» разорвал контракт с Меллисом после инцидента на тренировочной базе в Кобхэме, когда он привёл в действие дымовую шашку, из-за чего персонал базы пришлось эвакуировать.

## Достижения
«Челси»
- Обладатель Молодёжного кубка Англии (1): 2010